# Hunted (The Walking Dead)
"Hunted" é o terceiro episódio da décima primeira temporada da série de televisão de terror pós-apocalíptico The Walking Dead. O episódio foi escrito por Vivian Tse e dirigido por Frederick E.O. Toye.
No episódio, o grupo separado luta para se unir depois de ser atacado pelos Ceifadores. Maggie (Lauren Cohan) e Negan (Jeffrey Dean Morgan) cuidam de Alden (Callan McAuliffe) ferido enquanto continuam a caminho de Meridian. Enquanto isso, em Alexandria, Carol (Melissa McBride) lidera um grupo para encontrar alguns dos cavalos da comunidade que escaparam.
O episódio recebeu críticas mistas dos críticos.

## Enredo
Enquanto os Ceifadores emboscam a equipe de catadores na floresta, Cole (James Devoti) é morto e Duncan (Marcus Lewis) é ferido no processo; o grupo se espalha. No dia seguinte, Maggie (Lauren Cohan) continua a ser caçada pelos Ceifadores, mas depois se junta a Negan (Jeffrey Dean Morgan) e Alden (Callan McAuliffe) em uma loja de departamentos abandonada. Maggie e Negan afastam os Ceifadores e começam a escoltar Alden para um local seguro, pois Alden é ferido. O trio continua e se reúne com Duncan e Agatha (Laurie Fortier) enquanto o primeiro está morrendo de seus ferimentos; Duncan implora a Maggie para levar Agatha para casa em segurança antes de morrer, e Maggie o mata. O grupo continua na floresta, apenas para Agatha ser mordida por um zumbi. Como ela é rapidamente oprimida e comida, Agatha ordena que seus companheiros sigam em frente sem ela; Maggie é arrastada por Negan quando ela se recusa a deixá-la morrer. Enquanto isso, Gabriel (Seth Gilliam) se recupera de um ferimento causado durante o ataque e encontra um Ceifador mortalmente ferido. O homem pede a Gabriel para orar com ele, insistindo que ele deve orar por seus inimigos, mas Gabriel não se importa e o executa.
Maggie continua determinada a recuperar suprimentos de um depósito de suprimentos em Arbor Hills enquanto ela, Negan e Alden se abrigam em uma igreja. Alden insiste que está ferido demais para continuar e pede para ser deixado para trás. Negan implora que Maggie o deixe, mas ela o culpa pela queda de Hilltop. Negan não se intimida e insiste que ela decida o que fazer mesmo assim. Maggie finalmente concorda em obedecer aos desejos de Alden, e continua com Negan, embora ela rapidamente se sinta desconfortável quando Negan mata um zumbi com um pé de cabra de maneira semelhante a como ele atingiu Glenn (Steven Yeun) durante o assassinato dele.
Enquanto isso, em Alexandria, Carol (Melissa McBride), Rosita (Christian Serratos), Magna (Nadia Hilker) e Kelly (Angel Theory) recuperam alguns dos cavalos fugitivos da comunidade. Embora muitos dos cavalos tenham sido mortos por zumbis, a recuperação de quatro cavalos traz uma sensação de esperança para a comunidade. No entanto, Carol é forçada a executar um deles para fornecer comida para a comunidade faminta.

## Produção
Os eventos de "Forget", quando Aaron (Ross Marquand) e Daryl (Norman Reedus) tentaram obter alguns cavalos, são referenciados neste episódio.

## Recepção

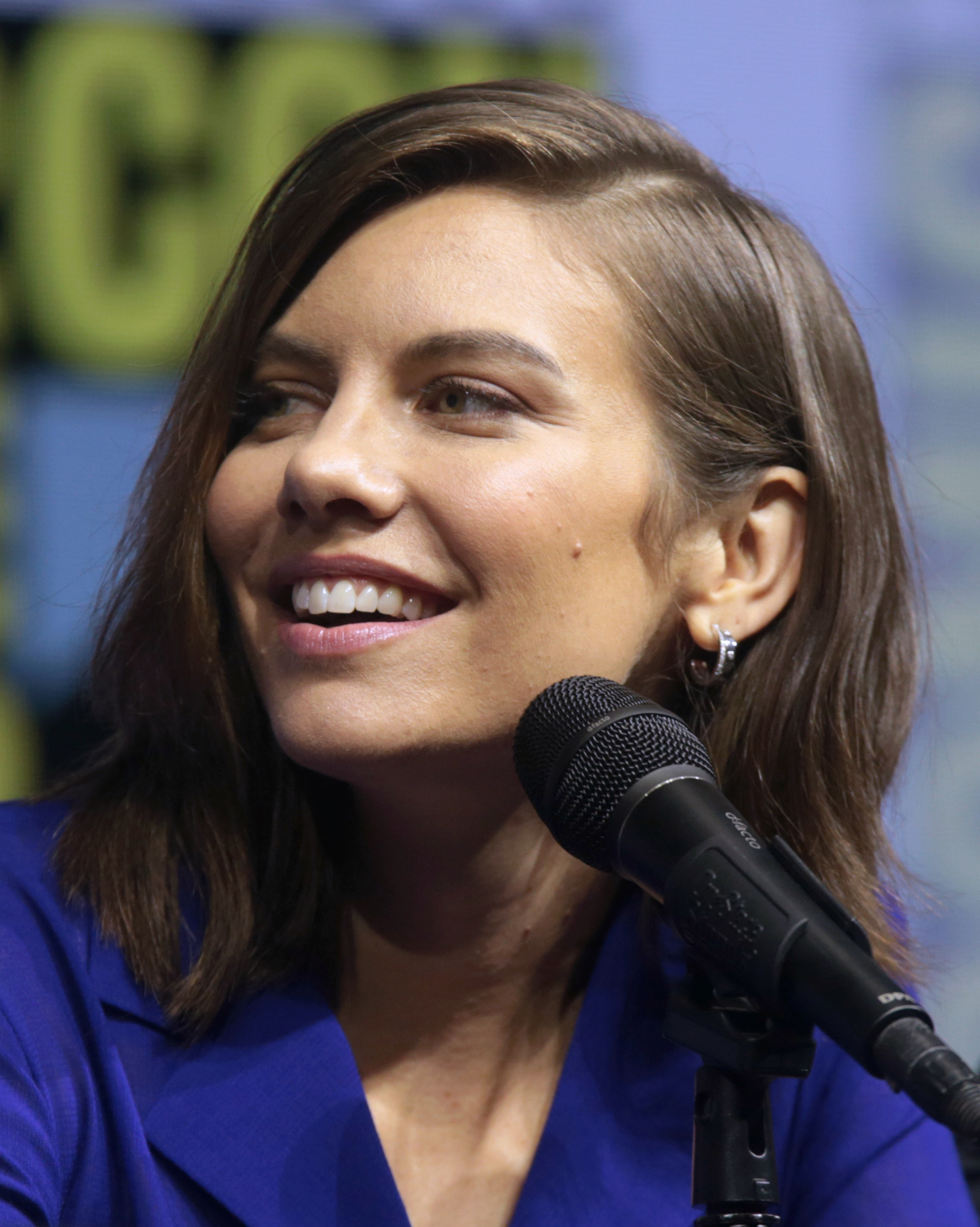
Lauren Cohan (Maggie) foi elogiada por sua atuação no episódio.

### Crítica
Hunted recebeu críticas mistas. No Rotten Tomatoes, o episódio teve uma taxa de aprovação de 54%, com uma pontuação média de 6.70 de 10, com base em 13 avaliações. O consenso crítico do site diz: "Enquanto o rancor entre Maggie e Negan continua a fornecer tensão, "Hunted" encontra The Walking Dead tropeçando com um ritmo agitado e atalhos baratos para contar histórias."
Ron Hogan de Den of Geek deu ao episódio 4 de 5 estrelas, escrevendo que, "Frederick E.O. Toye faz um trabalho maravilhoso em isolar Maggie do resto de seu grupo, colocando-a em perigo e fazendo com que ela só tenha seu juízo e inteligência para sobreviver." Hogan elogiou a direção do episódio por Toye, a atuação de Cohan como Maggie e o desenvolvimento da personagem de Carol.
Erik Kain da Forbes disse que "o episódio foi muito fraco", disse também que "os dois primeiros foram melhores (embora melhor ainda como um longo episódio), mas quando você está os três próximos um do outro, é um começo muito instável para a última temporada de The Walking Dead."
Alex McLevy de The A.V. Club deu ao episódio um B-, e elogiou o desenvolvimento do episódio e escreveu que o ataque que dá início ao episódio é "maravilhosamente emocionante", em grande parte "porque põe de lado qualquer senso de ação clara e fundamentada em favor de uma espécie de lógica de pesadelo destinada a nos colocar dentro da cabeça de Maggie e dos outros".
Nick Romano da Entertainment Weekly escreveu que "o arco lateral desse episódio foi totalmente esquecível e enfadonho. Você não perdeu muito".

### Audiência
O episódio teve um total de 1.87 milhões de espectadores em sua exibição original na AMC na faixa de 18-49 anos de idade. Apresenta diminuição de 0.12 pontos de audiência em relação ao episódio anterior.